# Nucio Ucinelli
Nucio Ucinelli (Fermo 15. stoljeće, talijanski graditelj i klesar).
Nucio Ucineli (Nuzio di Ucinello de Fermo, Nucije iz Ferma), talijanski graditelj i klesar. 1401. godine kao protomajstor naslijedio je Pavla iz Sulmone, na gradnji kapele sv. Šimuna u zadarskoj crkvi sv. Marije Velike. Iste godine uzeo je na nauk Jurja Markova koji će mu postati vjeran suradnik.
Nakon 1410. Nucijo odlazi u Fermo gdje je protomajstor gradnje katedrale sv. Marije.